# Fort Providence
Fort Providence è un villaggio del Canada, situato nei Territori del Nord-Ovest, nella Regione di South Slave. Sorge sulle rive del fiume Mackenzie.